# Palazzo delle Poste a Piazza di San Silvestro
Palazzo delle Poste a Piazza di San Silvestro, noto anche semplicemente come Palazzo delle Poste, è un edificio postale di Roma situato in piazza di San Silvestro, sul proseguimento di via della Mercede, nel rione Colonna. Di grandi dimensioni, l'edificio fu costruito nel XIX secolo e si trova nello stesso isolato della chiesa di San Silvestro in Capite, isolato circoscritto da via del Moretto, via della Vite e via del Gambero.
Ospita l'ufficio postale Roma V.R. (Frazionario 55001).

## Storia

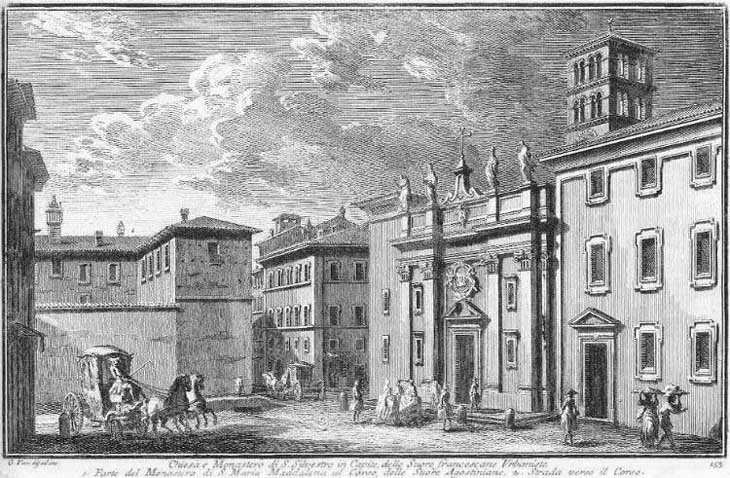
Incisione di Giuseppe Vasi (1758) che mostra la chiesa di San Silvestro in Capite (al centro) e il monastero (a destra). A sinistra si vede l'antico convento Santa Maria Maddalena delle Convertite, anch'esso confiscato e demolito per permettere la costruzione di Palazzo Marignoli.

Il palazzo, considerato "il più bell'edificio postale d'Italia", fu costruito dove in precedenza si trovava il monastero di San Silvestro in Capite, confiscato dopo il 1870. Il nuovo edificio presenta una facciata, opera de Luigi Rosso e Giovanni Malvezzi, ornata con bifore che hanno sopra sei tondi in marmo con le effigi de membri della famiglia reale all'epoca della costruzione, la casa Savoia, un'allusione alla presa di Roma da parte della dinastia: sono rappresentati Vittorio Emanuele II, Umberto I, Vittorio Emanuele III, la futura regina Margherita, Amedeo d'Aosta, pretendente al trono di Spagna, e Tommaso, duca di Genova.